# Villers-Plouich
Villers-Plouich – miejscowość i gmina we Francji, w regionie Hauts-de-France, w departamencie Nord.
Według danych na rok 1990 gminę zamieszkiwało 420 osób, a gęstość zaludnienia wynosiła 38 osób/km² (wśród 1549 gmin regionu Nord-Pas-de-Calais Villers-Plouich plasuje się na 838. miejscu pod względem liczby ludności, natomiast pod względem powierzchni na miejscu 267.).